# Mansfield (Arkansas)
Mansfield ist eine Stadt im Scott und Sebastian County des US-Bundesstaats Arkansas. 

## Demografie
Nach dem United States Census 2000 hatte die Stadt 1097 Einwohner in 440 Haushalten und 289 Familien. 